# Кистёрская волость
Кистёрская волость — административно-территориальная единица в составе Стародубского уезда.
Административный центр — село Кистёр.

## История
Волость образована в ходе реформы 1861 года. Бо́льшая часть населения волости была сосредоточена в волостном селе Кистёр и нынешнем селе Андрейковичи, в те годы представлявшем собой три раздельных одноимённых населённых пункта.
В ходе укрупнения волостей, 7 июня 1928 года к Кистёрской волости была присоединена Чаусовская волость.
В 1929 году, с введением районного деления, волость была упразднена, а её территория разделена между Погарским и Стародубским районами Клинцовского округа Западной области (ныне в составе Брянской области).

## Административное деление
В 1919 году в состав Кистёрской волости входили следующие сельсоветы: Андрейковичский (сельский), Андрейковичский (слободской), Андрейковичский (деревенский), Гудовский, Кистёрский, Сухосеевский, Тарасовский, Хомутовский.
По состоянию на 1 января 1928 года, Кистёрская волость включала в себя те же сельсоветы, плюс дополнительно образованный Петровский сельсовет.